# Мёллер, Альма
Альма Дагбьёрт Мёллер (исл. Alma Dagbjört Möller; род. 24 июня 1961, Сиглюфьордюр, Нордюрланд-Эйстра) — исландский политический и государственный деятель. Член партии «Социал-демократический альянс». Министр здравоохранения Исландии с 21 декабря 2024 года. Депутат альтинга с 2024 года.

## Биография
Родилась 24 июня 1961 года в Сиглюфьордюре. Родители: Хелена Сигтриггсдоуттир (Helena Sigtryggsdóttir; 23 сентября 1923 — 9 августа 2024), домохозяйка и Йоуханн Мёллер (Jóhann G. Möller; 27 мая 1918 — 25 июня 1997), бригадир. Альма — младшая из шести детей. Брат — политик Кристьян Мёллер (род. 26 июня 1956), бывший министр коммуникаций и местного самоуправления от партии «Социал-демократический альянс».
В 1981 году окончила среднюю школа в Акюрейри (MA).
В 1988 году окончила Исландский университет (HÍ), получила степень магистра медицины (cand. med.). В 1995 году получила диплом специалиста в области анестезиологии и интенсивной терапии. В 1999 году окончила Лундский университет со степенью доктора в области анестезиологии и интенсивной терапии.
В 2010 году окончила программу магистратуры в области управления и общественного здравоохранения в Университете Рейкьявика (HR). В 2018 году получила диплом в области государственного управления в HÍ.
В 1988—1993 годах работала врачом выездной бригады скорой медицинской помощи и в отделении государственной больницы Боргарспитали. 

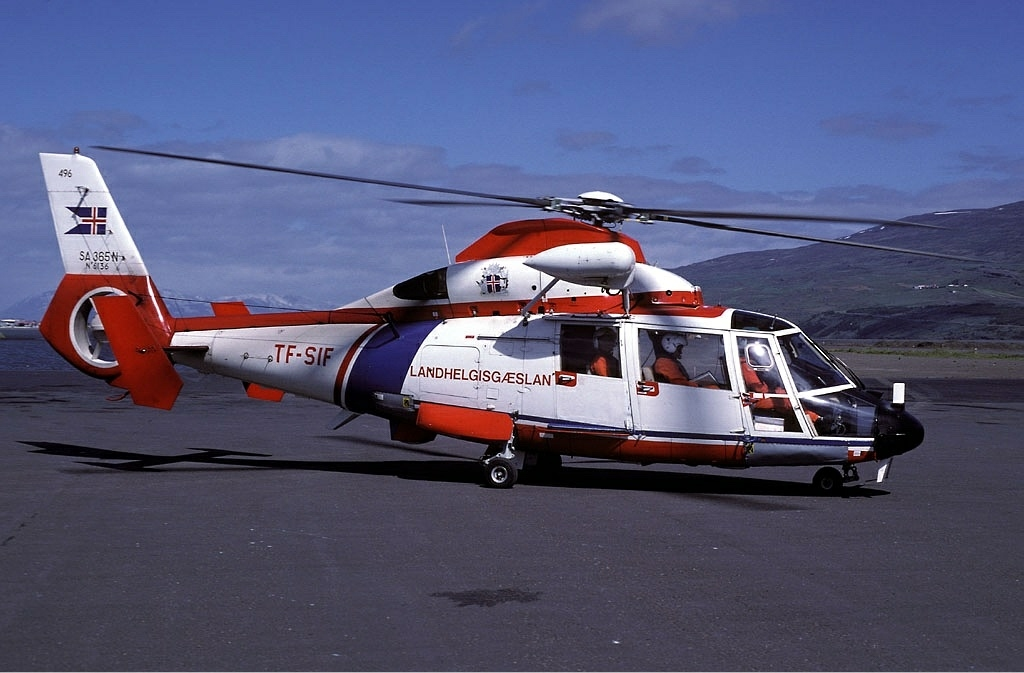
Вертолёт Dauphin «Сив» Береговой охраны Исландии

Шестнадцать месяцев, с 1990 по 1992 год — врач авиамедицинской бригады на вертолёте Dauphin «Сив» Береговой охраны. Первая женщина на этой должности. Сотрудники Охраны выступили против женщины в своей команде, аргументируя отсутствием женских раздевалок и туалетов, а также недостаточной физической силой женщины. В сентябре 1991 года Альма попала на обложку воскресного выпуска газеты DV, подробно рассказывающем об учебном санитарном рейсе вертолёта «Сив».
Альма работала специалистом в шведской университетской больнице Лунда с 1993 по 2003 год. 
В 2003 году переехала в Исландию и заняла должность старшего врача в отделении анестезиологии государственной больницы Ландспитали в Фоссвогюре. С 2006 по 2014 год — старший врач отделения интенсивной терапии Ландспитали в Хрингбрёйте. В 2014–2018 годах — администратор хирургического отделения Ландспитали. 
С 1 апреля 2018 года — начальник Директората здравоохранения (landlæknir). Первая женщина на этой должности за 258 лет, с момента её создания в 1760 году. Сменила Биргира Якобссона.

## Политическая карьера
На парламентских выборах 30 ноября 2024 года возглавила список «Социал-демократического альянса» в Юго-западном избирательном округе и была избрана.
21 декабря назначена министром здравоохранения в коалиционном правительстве под руководством премьер-министра Криструн Фростадоуттир («Социал-демократический альянс»).

## Награды
В День провозглашения республики 17 июня 2020 года президент Гвюдни Йоуханнессон вручил Альме орден Исландского сокола за работу в интересах здравоохранения и вклад в борьбу с пандемией COVID-19.

## Личная жизнь
Супруг: Торви Фьялар Йоунассон (Torfi Fjalar Jónasson; род. 12 августа 1962), кардиолог. Дети: Хельга Кристин (Helga Kristín Torfadóttir; род. 1992) и Йоунас Маур (Jónas Már; род. 1996). Хельга Кристин Торвадоуттир —  геолог, специализирующийся на вулканологии.